# Austin Theory
Austin Tyler White (* 2. srpen 1997, McDonough, Georgia, USA) je americký profesionální wrestler a bodybuilder. Pracuje ve společnosti WWE, zde vystupuje pod přezdívkou Austin Theory.
Před prací ve WWE zápasil na nezávislém okruhu a dokonce na akcích spadající právě pod World Wrestling Entertainment. Odtud se vypracoval až mezi hvězdy společnosti.
V roce 2017 si zahrál malou roli ve filmu Spider-Man: Homecoming.

## Úspěchy
- WWE
  - WWE United States Championship (2x)
  - Money in the Bank (2022)